# Арбузовка (Крым)
Арбу́зовка (до 1948 года Каранку́т Неме́цкий; укр.  Арбузівка, крымскотат. Nemse Qaranğut, Немсе Къарангъут) — село в Джанкойском районе Республики Крым, входит в состав Яркополенского сельского поселения (согласно административно-территориальному делению Украины — Яркополенского сельского совета Автономной Республики Крым).

## Население
| 2001 | 2014 |
| ---- | ---- |
| 155  | ↘95  |

Всеукраинская перепись 2001 года показала следующее распределение по носителям языка
| Язык             | Процент |
| ---------------- | ------- |
| русский          | 56.13   |
| крымскотатарский | 34.84   |
| украинский       | 9.03    |

### Динамика численности
| - 1905 год — 43 чел. - 1915 год — 31/8 чел. - 1926 год — 48 чел. - 1939 год — 107 чел. | - 1989 год — 117 чел. - 2001 год — 155 чел. - 2009 год — 146 чел. - 2014 год — 95 чел. |

## Современное состояние
На 2017 год в Арбузовке числится 2 улицы: Новоселов и Парковая; на 2009 год, по данным сельсовета, село занимало площадь 23,5 гектара на которой, в 54 дворах, проживало 146 человек.

## География
Арбузовка — село в центре района, в степном Крыму, высота центра села над уровнем моря — 24 м. Соседние сёла: Яркое Поле в 1 км на юг и Рысаково в 2 км на север. Расстояние до райцентра — около 13 километров (по шоссе), ближайшая железнодорожная станция — Отрадная (на линии Солёное Озеро — Севастополь) — примерно 3 километра. Транспортное сообщение осуществляется по региональной автодороге 35Н-130 от шоссе Джанкой — Гвардейское (по украинской классификации — С-0-10406).

## История
Немецкий Карангут был основан на 1286 десятинах земли крымскими немцами лютеранами в Тотанайской волости Перекопского уезда в 1884 году, но в справочниках конца XIX века как самостоятельное поселение не фигурирует. Согласно энциклопедическому словарю «Немцы России» в 1905 году в Немецком Карангуте проживало 43 человека. По Статистическому справочнику Таврической губернии. Ч.II-я. Статистический очерк, выпуск пятый Перекопский уезд, 1915 год, в деревне Карангут Тотанайской волости Перекопского уезда числилось 6 дворов (все дворы с землёй) с немецким населением в количестве 24 человек приписных жителей и 8 «посторонних», из которых 18 мужчин и 14 женщин. Жители владели 700 десятинами удобной земли. В хозяйствах имелось 40 лошадей, 58 волов, 26 коров и 121 голова мелкого скота. На хуторе Карангут-Джаракчи (братьев Эйзенбах) — 2 двора и 7 человек приписных.
После установления в Крыму Советской власти, по постановлению Крымревкома от 8 января 1921 года № 206 «Об изменении административных границ» была упразднена волостная система и в составе Джанкойского уезда был создан Джанкойский район. В 1922 году уезды преобразовали в округа. 11 октября 1923 года, согласно постановлению ВЦИК, в административное деление Крымской АССР были внесены изменения, в результате которых округа были ликвидированы, основной административной единицей стал Джанкойский район и село включили в его состав. Согласно Списку населённых пунктов Крымской АССР по Всесоюзной переписи 17 декабря 1926 года, в селе Карангут, Ишуньского (немецкого) сельсовета Джанкойского района, числилось 13 дворов, все крестьянские, население составляло 77 человек, из них 52 немца, 10 татар, 8 русских, 7 украинцев. Постановлением Президиума КрымЦИКа «Об образовании новой административной территориальной сети Крымской АССР» от 26 января 1935 года, часть сёл Джанкойского района была передана в новый, немецкий национальный (лишённый статуса национального постановлением Оргбюро ЦК КПСС от 20 февраля 1939 года), Тельманский район (переименованный указом ВС РСФСР № 621/6 от 14 декабря 1944 года в Красногвардейский) и село, с населением 123 человека включили в его состав. По данным всесоюзная перепись населения 1939 года в селе проживало 107 человек. Вскоре после начала Великой Отечественной войны, 18 августа 1941 года крымские немцы были выселены, сначала в Ставропольский край, а затем в Сибирь и северный Казахстан.
После освобождения Крыма от фашистов в апреле, 12 августа 1944 года было принято постановление № ГОКО-6372с «О переселении колхозников в районы Крыма» по которому в район из областей Украины и России переселялись семьи колхозников, а в начале 1950-х годов последовала вторая волна переселенцев из различных областей Украины. С 25 июня 1946 года селение в составе Крымской области РСФСР. Указом Президиума Верховного Совета РСФСР от 18 мая 1948 года, Каранкут немецкий переименовали в Арбузовку. 26 апреля 1954 года Крымская область была передана из состава РСФСР в состав УССР. Время включения в Яркополенский сельсовет пока не установлено: на 15 июня 1960 года село уже числилось в его составе. 1 января 1965 года, указом Президиума ВС УССР «О внесении изменений в административное районирование УССР — по Крымской области», село включили в состав Джанкойского района. По данным переписи 1989 года в селе проживало 117 человек. С 12 февраля 1991 года село в восстановленной Крымской АССР, 26 февраля 1992 года переименованной в Автономную Республику Крым. С 21 марта 2014 года в составе Крыма аннексирована Россией.